# Tang Yi
Táng Yì (kinesiska: 唐奕), född 8 januari 1993 i Shanghai är en kinesisk simmare.